# Uniküla (Valga)
Koordinaten: 57° 55′ N, 26° 7′ O
Uniküla (deutsch Unniküll) ist ein Dorf (estnisch küla) in der estnischen Landgemeinde Valga (bis 2017 Õru) im Kreis Valga.

## Lage und Geschichte
Uniküla hat 50 Einwohner (Stand 2005). Das Dorf liegt 16 Kilometer von der estnisch-lettischen Grenzstadt Valga (Walk) entfernt. Durch Uniküla fließt der Fluss Väike-Emajõgi (Kleiner Embach).
Während der sowjetischen Besetzung Estlands befand sich bei dem Ort eine Raketenbasis der Roten Armee. Dort waren strategische Mittelstreckenraketen stationiert.

## Persönlichkeiten
Bekanntester Sohn des Ortes ist der estnische Lyriker Friedrich Kuhlbars (1841–1924). An der Stelle des ehemaligen Schulgebäudes, in dem er geboren wurde, steht heute ein Gedenkstein. Das Schulhaus war 1856 abgebrannt.